# Emi Wada
Emi Wada (和田惠美, Wada Emi) (Kyoto, 18 de março de 1937 - 13 de novembro de 2021) foi uma figurinista japonesa.
Premiada com o Óscar por seu figurino em Ran de Akira Kurosawa, voltaria a trabalhar com este em Sonhos. Também desenha os figuridos para óperas e adaptações para TV, sendo premiada com o Emmy Awards por Oedipus Rex em 1993.

## Filmografia parcial
- 2004 - Shi mian mai fu
- 2002 - Herói
- 1999 - Gohatto
- 1999 - 8½ Women
- 1990 - Sonhos
- 1985 - Ran